# Comuna Samarske, Petropavlivka
Samarske (în ucraineană Самарське) este o comună în raionul Petropavlivka, regiunea Dnipropetrovsk, Ucraina, formată din satele Luhove, Samarske (reședința) și Vasiukivka.

## Demografie
Componența lingvistică a satului Samarske
     Ucraineană (95,66%)
     Rusă (4,19%)
     Alte limbi (0,08%)
Conform recensământului din 2001, majoritatea populației satului Samarske era vorbitoare de ucraineană (95,66%), existând în minoritate și vorbitori de rusă (4,19%).